# Марценюк Роман Юрійович
Рома́н Ю́рійович Марценю́к (27 травня 1992, с. Грибовиця Волинської області — 11 березня 2022, с. Наливайківка, Київської області) — солдат Збройних сил України, учасник російсько-української війни, Герой України, що загинув у ході російського вторгнення в Україну.

## Життєпис
Роман Марценюк народився 27 травня 1992 року в селі Грибовиця (Володимир-Волинський район, Волинська область). Проживав у Нововолинську.
За прикладом брата, уклав січні 2021 року контракт про проходження військової служби, обійнявши посаду навідника танка 14-ї окремої механізованої бригади імені князя Романа Великого.
З початком вторгнення російських військ в Україну захищав Київщину у складі танкового екіпажу, який очолював командир танкового взводу майстер-сержант Олександр Цюпак. 11 березня 2022 року цей екіпаж знищив кілька одиниць бронетехніки противника в селі Наливайківка (Бучанський район), також ефективно відбивав ворожі атаки в напрямку Макарова. На жаль, унаслідок шквального артилерійського обстрілу їхній Т-64 підбили, з екіпажу вдалося врятуватися лише пораненому механіку-водію, а солдат Марценюк та його бойовий командир загинули.
15 березня 2022 року з почестями похований у рідному селі.

## Нагороди
- звання Герой України з удостоєнням ордена «Золота Зірка» (2022, посмертно) — за особисту мужність і героїзм, виявлені у захисті державного суверенітету та територіальної цілісності України, вірність військовій присязі[2].